# Amblyanthus
Amblyanthus es un género de  arbustos  de la familia Primulaceae, subfamilia Myrsinoideae. Comprende 5 especies descritas y de estas, solo 4 aceptadas.

## Taxonomía
El género fue descrito por Alphonse Pyrame de Candolle y publicado en Annales des Sciences Naturelles; Botanique, sér. 2, 16: 79, 83, t. 2. 1841. La especie tipo es: Amblyanthus glandulosus (Roxb.) A.DC.	  

## Especies aceptadas
A continuación se brinda un listado de las especies del género Amblyanthus aceptadas hasta noviembre de 2013, ordenadas alfabéticamente. Para cada una se indica el nombre binomial seguido del autor, abreviado según las convenciones y usos.
- Amblyanthus chenii Zhou, Zhuo et al. [3]
- Amblyanthus glandulosus (Roxb.) A.DC.
- Amblyanthus multiflorus Mez
- Amblyanthus obovatus G.S.Giri, S.K.Das & H.J.Chowdhery
- Amblyanthus praetervisus Mez